# Ménétreux-le-Pitois
Ménétreux-le-Pitois – miejscowość i gmina we Francji, w regionie Burgundia-Franche-Comté, w departamencie Côte-d’Or.
Według danych na rok 1990 gminę zamieszkiwało 467 osób, a gęstość zaludnienia wynosiła 71 osób/km² (wśród 2044 gmin Burgundii Ménétreux-le-Pitois plasuje się na 483. miejscu pod względem liczby ludności, natomiast pod względem powierzchni na miejscu 1139.).